# トニックウォーター

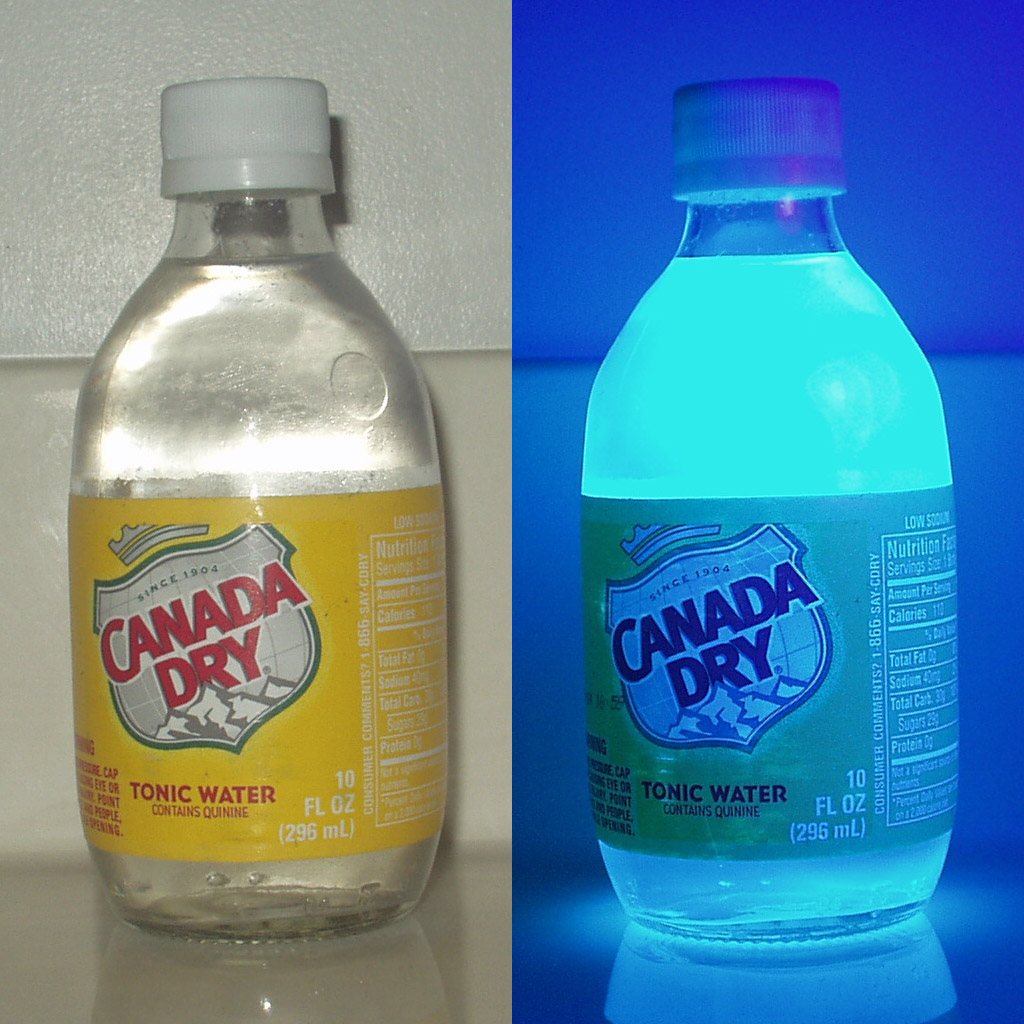
ブラックライトを当てたトニックウォーター。キニーネを含むものはこのように発光する。

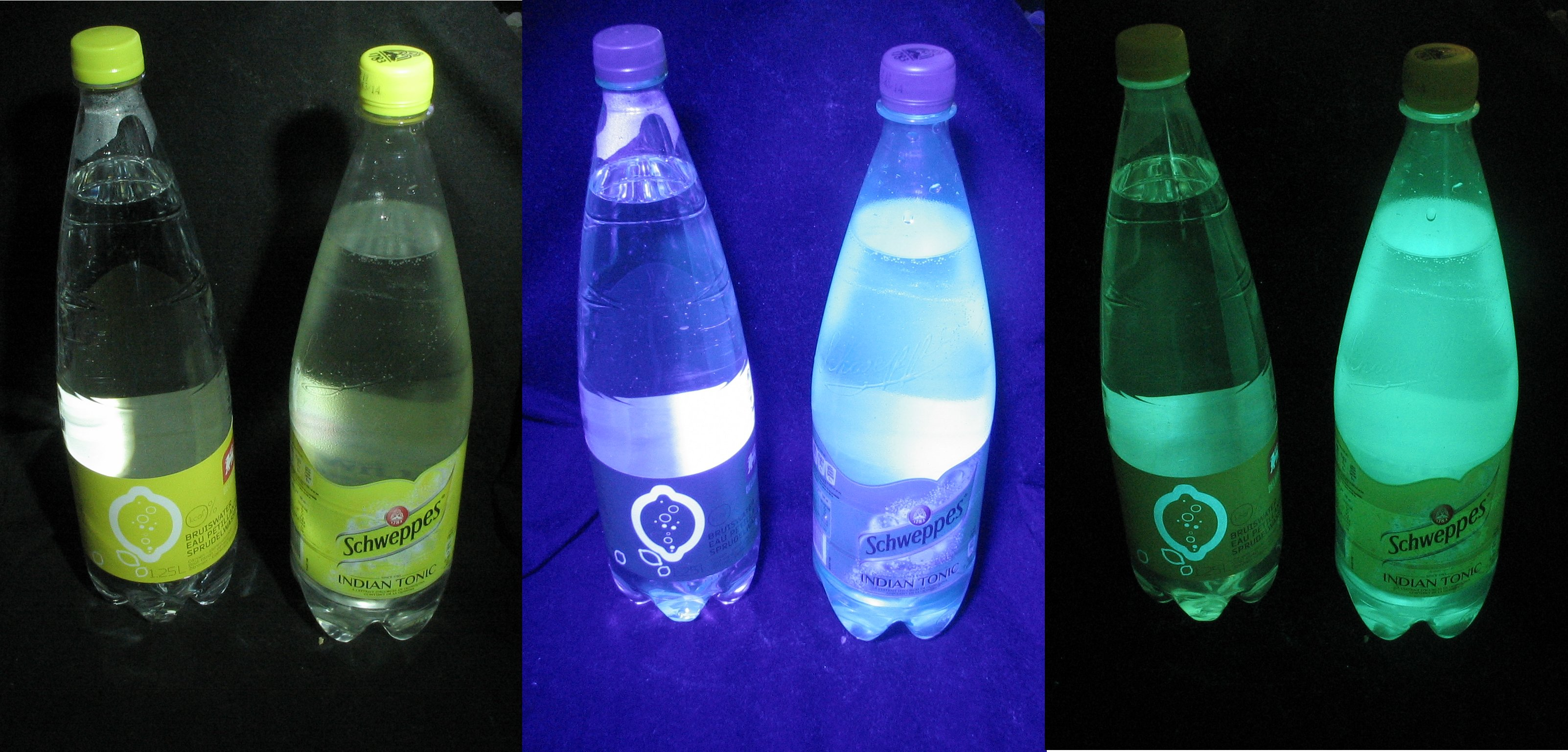
キニーネを含まない炭酸水（左）と比較したもの。

トニックウォーター (Tonic Water) とは、炭酸水に各種の香草類や柑橘類の果皮のエキス、及び糖分を加えて調製した清涼飲料水（炭酸飲料）である。

## 概説
熱帯地方の英国植民地でマラリア防止のために飲まれるようになったのが始まり。この当時のレシピにはキニーネが含まれ、独特の苦みがでるため人気があった。
かつて、医療用に用いられていたトニックウォーターには多量のキニーネが使用されていたが、現在では微量のキニーネと香料を使用した製品が大半である。
アメリカでは食品医薬品局（FDA）により、キニーネの使用量は83ppm以下とし、かつ製品にはキニーネの含有を明示することが義務化されている。EUにおいても同様に表示が義務付けられている。
日本でもキニーネを含有するキナ抽出物が食品添加物（既存添加物）として認められているが、使用量や食品表示は規制されていない。しかし、コスト上の理由により、日本で流通しているトニックウォーターには一部の輸入品を除き、キニーネは使用されておらず、香料を代用している。
なお、トニックウォーターに含まれるキニーネを原因とする固定薬疹型のアレルギーが報告されている。症状としては、口唇、口腔内へのびらん形成および手指、足趾への紅班が多くを占めており、中には再発を繰り返し中毒性表皮壊死融解症(TEN)まで悪化した報告もみられる。こうした重篤病態の可能性がある一方で、日本では米国、EUとは異なり未だキニーネの成分表示が義務化されていない。こういった現状が一部で問題視されている。

## 主な銘柄
- シュウェップス
- カナダドライ
- ウィルキンソン
- 木村飲料 カクテストニックウォーター
- フェンティマンス（英語版） - キナ抽出物（キニーネ）が含まれる
- フィーバーツリー（英語版） - 天然のキナ抽出物（キニーネ）が含まれる
- 友桝飲料 n.e.oプレミアム - シークワーサー果汁が含まれる
- ポッカサッポロ TONIC WATER - ライム香料が含まれる。終売品。

## トニックウォーターを使った飲料

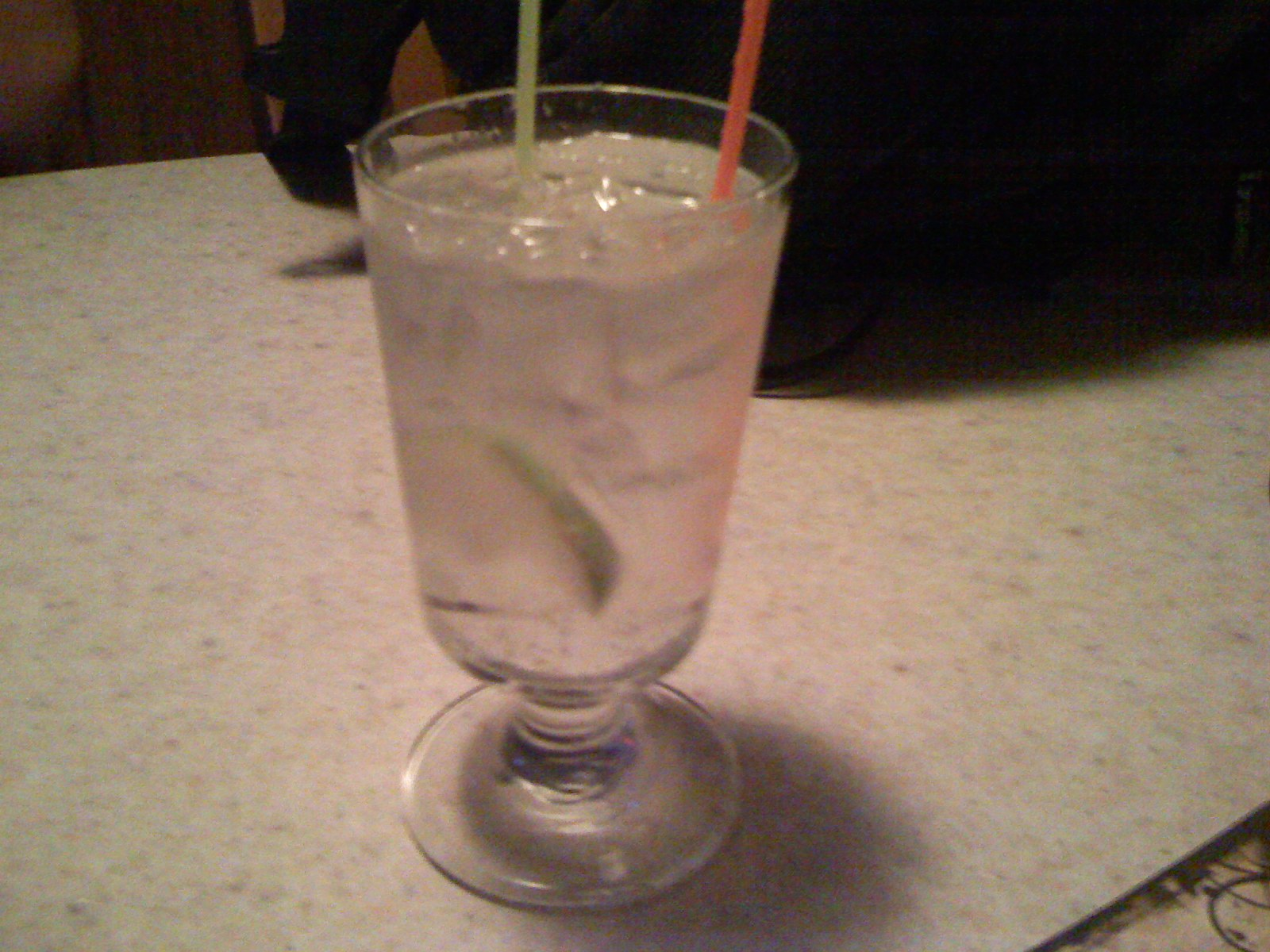
ウォッカ・トニック

蒸留酒にはよく合うとされており、その旨ラベルに記載されている商品がある。

### 蒸留酒ベースのカクテル
- ジン・トニック
- ウォッカ・トニック
- テコニック
- ラム・トニック

### リキュールベースのカクテル
- スプモーニ
- シャルトリューズ・トニック
- コアントロー・トニック

### ノンアルコール飲料
- エスプレッソ・トニック